# Chrysobothris cornuta
Chrysobothris cornuta es una especie de escarabajo del género Chrysobothris, familia Buprestidae. Fue descrita científicamente por Kerremans en 1903.